# Sansibia formosana
Sansibia formosana är en korallart som först beskrevs av Huzio Utinomi 1950.  Sansibia formosana ingår i släktet Sansibia och familjen Xeniidae. Inga underarter finns listade i Catalogue of Life.